# C³
C³, também conhecida como C Cube (シーキューブ, Shīkyūbu) ou Cube×Cursed×Curious, é uma série de light novel escrita por Hazuki Minase e ilustrada por Sasorigatame. O manga foi publicado na Dengeki Daioh pela ASCII Media Works entre 2011 e 2013. A adaptação em anime pela Silver Link foi transmitida entre 1 de outubro e 17 de dezembro de 2011.

## Enredo
A história começa com um estudante chamado Yachi Haruaki que recebe de seu pai um pacote misterioso, que contém um cubo preto pesado. Numa noite, Haruaki acorda com um barulho estranho na cozinha e vê uma garota despida a comer biscoitos. Após o momento constrangedor, a garota se apresenta e diz que seu nome é Fear (pronuncia-se "Fia" em japonês), e ela é a primeira das várias surpresas que Haruaki receberá.

## Personagens

### Protagonistas
Haruaki Yachi (夜知 春亮, Yachi Haruaki)
Voz de: Yūki Kaji
Fear Cubrick/Kubrick (フィア・キューブリック, Fia Kyūburikku)
Voz de: Yukari Tamura
Konoha Muramasa (村正 このは, Muramasa Konoha)
Voz de: Minori Chihara
Kirika Ueno (上野 錐霞, Ueno Kirika)
Voz de: Eri Kitamura
Kuroe Ningyouhara (人形原 黒絵, Ningyōhara Kuroe)
Voz de: Yui Ogura

### Colégio Taishuu
Gabriel Sekaibashi (世界橋 ガブリエル, Sekaibashi Gaburieru)
Voz de: Shūichi Ikeda
Zenon Houjou (北条 漸音, Hōjō Zenon)
Voz de: Ai Orikasa
Ganon Houjou (北条 ガノン, Hōjō Ganon)
Voz de: Kotono Mitsuishi
Shiraho Sakuramairi (桜参 白穂, Sakuramairi Shiraho)
Voz de: Chiwa Saitō
Sovereignty (サヴェレンティ, Saverenti)
Voz de: Yuka Iguchi
Taizo Hakuto (伯途 泰造, Hakuto Taizō)
Voz de: Takuma Terashima
Kana Miyama (実耶麻 渦奈, Miyama Kana)
Voz de: Kana Asumi

### Antagonistas
Peavey Barowoi (ピーヴィー・バロヲイ, Pīvī Barōi)
Voz de: Sayaka Ohara
Amanda Carlot (アマンダ・カーロット, Amanda Kārotto) ou Mummy Maker (マミーメーカー, Mamī Mēkā)
Voz de: MAKO
Alice Vivolio Basskreigh (アリス・ビブオーリオ・バスクリッハ, Arisu Bibuōrio Basukurihha)
Voz de: Rie Tanaka
Sunao Himura (日村 素直, Himura Sunao)
Voz de: Shin-ichiro Miki

## Média

### Light novels
A série de light novel, escrita por Hazuki Minase e ilustrada por Sasorigatame, foi publicada em dezassete volumes pela editora ASCII Media Works, sob a marca da Dengeki Bunko, entre 10 de setembro de 2007 e 7 de junho de 2013.

### Manga
Uma adaptação em manga feita por Tsukako Akina foi serializada na revista Dengeki Daioh entre 27 de outubro de 2011 e 27 de março de 2013.

### Anime
A série de anime foi dirigida por Shin Ōnuma, escrita por Michiko Yokote e produzida pelos estúdios StarChild e Silver Link. O anime foi anunciado pela primeira vez na edição de abril de 2011 do panfleto Dengeki AnimeStyle da ASCII Media Works. O primeiro tema de abertura intitulado "Endless Story" (lit. História Interminável) foi interpretado por Yukari Tamura e o primeiro tema de encerramento "Hana" (雪華, lit. Flor da Neve) foi interpretado por Eri Kitamura. Do nono episódio adiante a abertura é "Shirushi" (紋, lit. Sinal) interpretada por Eri Kitamura e o encerramento é "Sympathy of Love" (Simpatia do Amor) interpretado por Yukari Tamura. A distribuidora estado-unidense Funimation licenciou a série na América do Norte.